# Sporting Clube de Braga (calcio femminile)
Lo Sporting Clube de Braga, noto anche come Sporting Braga, è una squadra di calcio femminile portoghese, sezione dell'omonima società polisportiva con sede nella città di Braga.
Fondata nel 2016, anno in cui venne iscritta al Campeonato Nacional (Liga BPI), livello di vertice del campionato nazionale di categoria, alla sua terza stagione si aggiudica il titolo di campione del Portogallo, al quale si aggiunge nel 2018 la Supercoppa del Portogallo.

## Palmarès
- Campionato portoghese: 1

2018-2019
- Coppa del Portogallo femminile: 1

2019-2020
- Supercoppa del Portogallo femminile: 1

2018
- Coppa di Lega portoghese: 1

2021-2022

## Organico

### Rosa 2021-2022
Rosa, ruoli e numeri di maglia come da sito ufficiale, aggiornati al 21 febbraio 2021
| N. |                        | Ruolo | Calciatrice      |
| -- | ---------------------- | ----- | ---------------- |
| 3  | Stati Uniti (bandiera) | D     | Paige Almendariz |
| 4  | Paesi Bassi (bandiera) | D     | Anouk Dekker     |
| 6  | Portogallo (bandiera)  | D     | Sofia Silva      |
| 7  | Portogallo (bandiera)  | C     | Vanessa Marques  |
| 8  | Portogallo (bandiera)  | A     | Laura Luís       |
| 9  | Portogallo (bandiera)  | C     | Andreia Norton   |
| 10 | Brasile (bandiera)     | A     | Vitória Almeida  |
| 11 | Messico (bandiera)     | A     | Myra Delgadillo  |
| 12 | Stati Uniti (bandiera) | D     | Machaela George  |
| 14 | Portogallo (bandiera)  | C     | Dolores Silva    |
| 16 | Portogallo (bandiera)  | D     | Catarina Pereira |
| 17 | Portogallo (bandiera)  | D     | Diana Gomes      |
| 18 | Portogallo (bandiera)  | A     | Carolina Mendes  |

| N. |                       | Ruolo | Calciatrice         |
| -- | --------------------- | ----- | ------------------- |
| 20 | Portogallo (bandiera) | C     | Inês Maia           |
| 21 | Spagna (bandiera)     | C     | Laura Casanovas     |
| 22 | Portogallo (bandiera) | P     | Luísa Pinheiro      |
| 23 | Portogallo (bandiera) | C     | Ana Rute            |
| 24 | Sudafrica (bandiera)  | A     | Jermaine Seoposenwe |
| 26 | Portogallo (bandiera) | D     | Ana Nogueira        |
| 28 | Portogallo (bandiera) | P     | Patrícia Morais     |
| 33 | Portogallo (bandiera) | P     | Babi Marques        |
| 34 | Portogallo (bandiera) | C     | Ana Pinto           |
| 51 | Capo Verde (bandiera) | C     | Evy Pereira         |
| 48 | Portogallo (bandiera) | D     | Eduarda Silva       |
| 99 | Portogallo (bandiera) | A     | Maria Leonor        |

### Rosa 2019-2020
| N. |                        | Ruolo | Calciatrice        |
| -- | ---------------------- | ----- | ------------------ |
| 1  | Irlanda (bandiera)     | P     | Marie Hourihan     |
| 2  | Stati Uniti (bandiera) | A     | Shade Pratt        |
| 3  | Brasile (bandiera)     | D     | Jana               |
| 4  | Portogallo (bandiera)  | D     | Paula Ferreira     |
| 5  | Portogallo (bandiera)  | A     | Bárbara Azevedo    |
| 6  | Portogallo (bandiera)  | D     | Cláudia Machado    |
| 7  | Portogallo (bandiera)  | C     | Vanessa Marques    |
| 8  | Portogallo (bandiera)  | A     | Laura Luís         |
| 10 | Nigeria (bandiera)     | A     | Chinaza Uchendu    |
| 11 | Venezuela (bandiera)   | C     | Daniuska Rodríguez |
| 12 | Portogallo (bandiera)  | P     | Rute Costa         |
| 13 | Portogallo (bandiera)  | A     | Francisca Cardoso  |
| 14 | Portogallo (bandiera)  | C     | Dolores Silva      |

| N. |                        | Ruolo | Calciatrice                             |
| -- | ---------------------- | ----- | --------------------------------------- |
| 15 | Stati Uniti (bandiera) | A     | Hannah Keane                            |
| 16 | Portogallo (bandiera)  | D     | Ágata Pimenta                           |
| 17 | Portogallo (bandiera)  | D     | Diana Gomes                             |
| 18 | Portogallo (bandiera)  | D     | Regina Pereira                          |
| 20 | Portogallo (bandiera)  | C     | Inês Maia                               |
| 21 | Stati Uniti (bandiera) | C     | Denali Murnan                           |
| 22 | Brasile (bandiera)     | D     | Rayane Cristine dos Santos Melo Machado |
| 23 | Portogallo (bandiera)  | A     | Sara Brasil                             |
| 27 | Camerun (bandiera)     | C     | Farida Machia                           |
| 32 | Portogallo (bandiera)  | C     | Sofía Silva                             |
| 33 | Portogallo (bandiera)  | P     | Bárbara Marques                         |
| 77 | Portogallo (bandiera)  | A     | Ana Teles                               |